# Diran Manoukian
Pour les articles homonymes, voir Manoukian.
Diran Manoukian, né le 22 mars 1919 à Paris et mort le 5 mai 2020 à Châteauneuf-Grasse,, est un joueur français de hockey sur gazon.
Avec Robert Salarnier, Guy Chevalier et Philippe Reynaud, il est le seul hockeyeur français à avoir participé à trois olympiades (terminant 10e de la compétition à Rome).
Il était licencié au Stade français.

## Palmarès

### Équipe de France
- Participation aux Jeux olympiques de 1948 ;
- Participation aux Jeux olympiques de 1952 ;
- Participation aux Jeux olympiques de 1960 (10e).

### Club
- Championnat de France: 1944, 1946, 1949, 1951, 1952, 1953 et 1957.